# El doble del diable
El doble del diable (títol original en anglès The Devil's Double) és una pel·lícula biogràfica belgo-holandesa dirigida per Lee Tamahori, estrenada el 2011. Ha estat doblada al català.

## Argument
A Iraq, el 1987, una immersió en la dictadura de Saddam Hussein vista amb els ulls de Latif Yahia, doble d'Oudai Hussein, el fill gran del dictador. El país és presa de la traïció i a la corrupció, cosa que fa bons els dies del Príncep Negre Oudai Hussein, fill gran de Saddam. Personatge sense fe ni llei, no pensa més que en el seu plaer immediat i no vacil·la a apoderar-se dels béns d'un altre i a dormir amb qualsevol dona qui li agrada 
fins i tot si està casada. Ningú no s'ha atrevit a enfrontar-s'hi… Quan Latif Yahia, lloctinent d'Oudai, és convocat al palau de Saddam, es veu obligat a obeir una ordre delirant: esdevenir el doble d'Oudai sota pena de veure executar tota la seva família. No tenint tria, Latif comença la seva nova vida, fent "" el paper d'Oudai Hussein, un dels homes més poderosos i més odiats del país. Aprèn a assemblar-s'hi, imitant la seva manera de caminar i d'expressar-se. Descobreix també la desmesura de l'univers d'Oudai - les seves dones fàcils, els seus cotxes de carreres, i els diners que flueixen. Però li cal sobretot saber amb qui pot confiar, en un món on el menor error de judici pot resultar fatal. Comprendrà aviat que només pot comptar amb Sarrab, concubina d'Oudai, per a ajudar-lo a sortir d'aquest malson…

## Repartiment

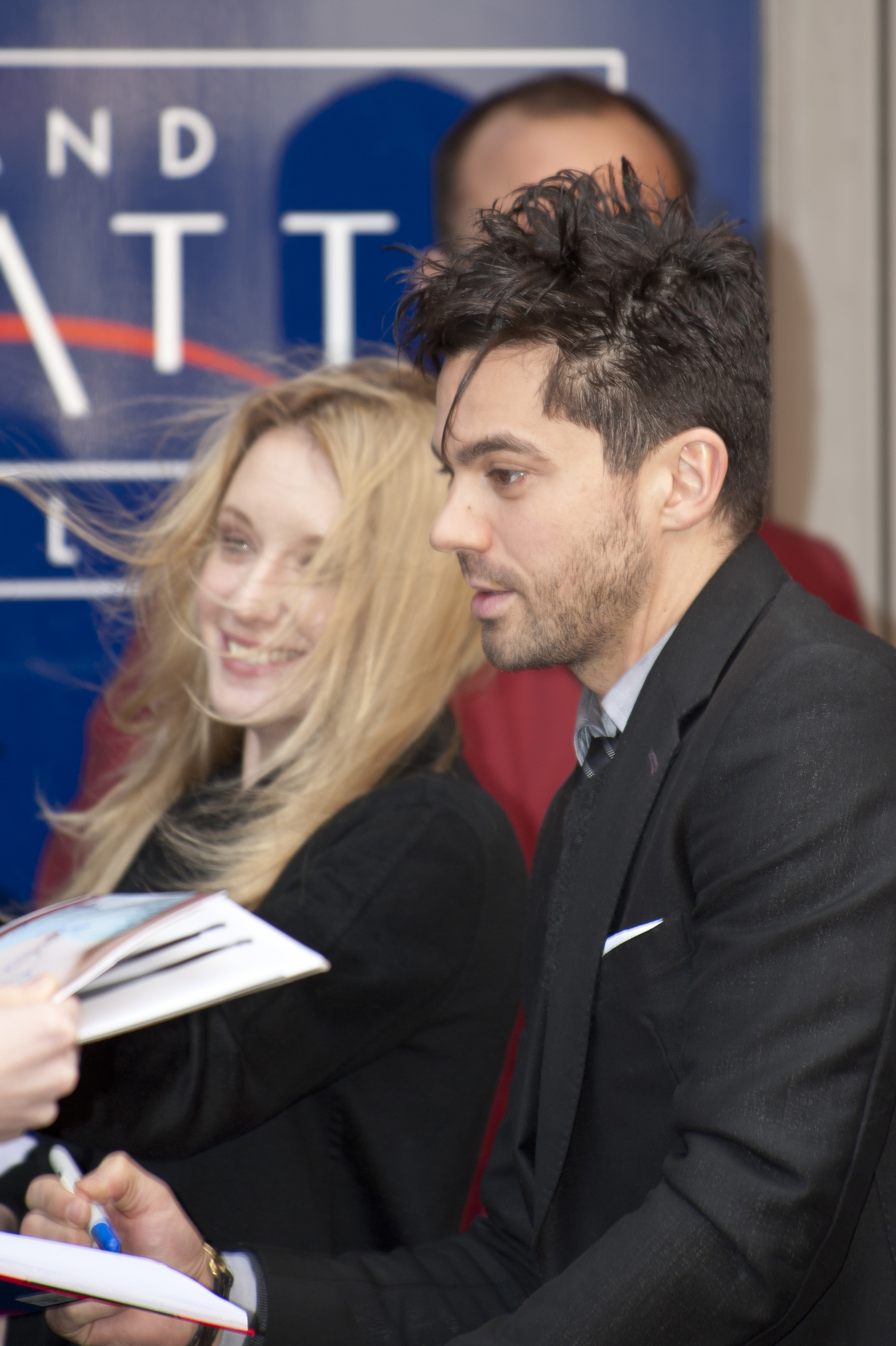
Els actors principals Ludivine Sagnier i Dominic Cooper al Festival de Berlín 2011.

- Dominic Cooper: Latif Yahia / Oudaï Hussein[3]
- Ludivine Sagnier: Sarrab
- Raad Rawi: Munem
- Mem Ferda: Kamel Hannah
- Dar Salim: Azzam Al-Tikriti
- Khalid Laith: Yassem Al-Helou
- Pano Masti: Saïd Kammuneh
- Nasser Memarzia: El pare de Latif
- Philip Quast: Saddam Hussein
- Selva Rasalingam: Rokan
- Mark Mifsud: Mohammed Azzam al-Ali
- Mimoun Oaïssa: Ali
- Tony Dietrich :Latif Yahia (doble)
- Stewart Scudamore: Jamal Al-Harza
- Jamie Harding: Qoussaï Hussein
- Akin Gazi: Saad Abd Al-Razzeh
- Latif Yahia: Hussein Kamel

## Rebuda
- 2011: Premi especial per un film fora de competició al Festival internacional del film Kino Fòrum de Sant Petersburg.[4]
- "Un assoliment, una interpretació estel·lar d'un actor impressionant, Dominic Cooper (...) la pel·lícula és un complet desastre, però la dinamita Cooper la fa funcionar (...) Puntuació: ★★★½"[5]
- "Una excel·lent interpretació principal encapçala aquesta intensa, però unidimensional mirada al doble del fill satànic de Sadam"[6]